# Barbara d'Ursel de Lobkowicz
Barbara d'Ursel de Lobkowicz (Aat, 30 mei 1957 - Ukkel, 13 juli 2017) was een Belgisch politica van DéFI.

## Levensloop
Beroepshalve werd gravin Barbara d'Ursel de Lobkowicz bedrijfsjuriste en advocate aan de balie van Brussel. Ze was gehuwd met Stéphane de Lobkowicz, die van 1989 tot 2009 Brussels Hoofdstedelijk Parlementslid was.
Barbara d'Ursel werd politiek actief voor het FDF en werd voor deze partij in 2014 verkozen in het Brussels Hoofdstedelijk Parlement. Ze bleef in dit parlement zetelen tot aan haar overlijden in 2017. Als parlementslid hield ze zich voornamelijk bezig met dierenwelzijn.
Haar dochter Ariane de Lobkowicz-d'Ursel (1996) is sinds 2019 eveneens lid van het Brussels Hoofdstedelijk Parlement voor DéFi.